# Zero Motorcycles

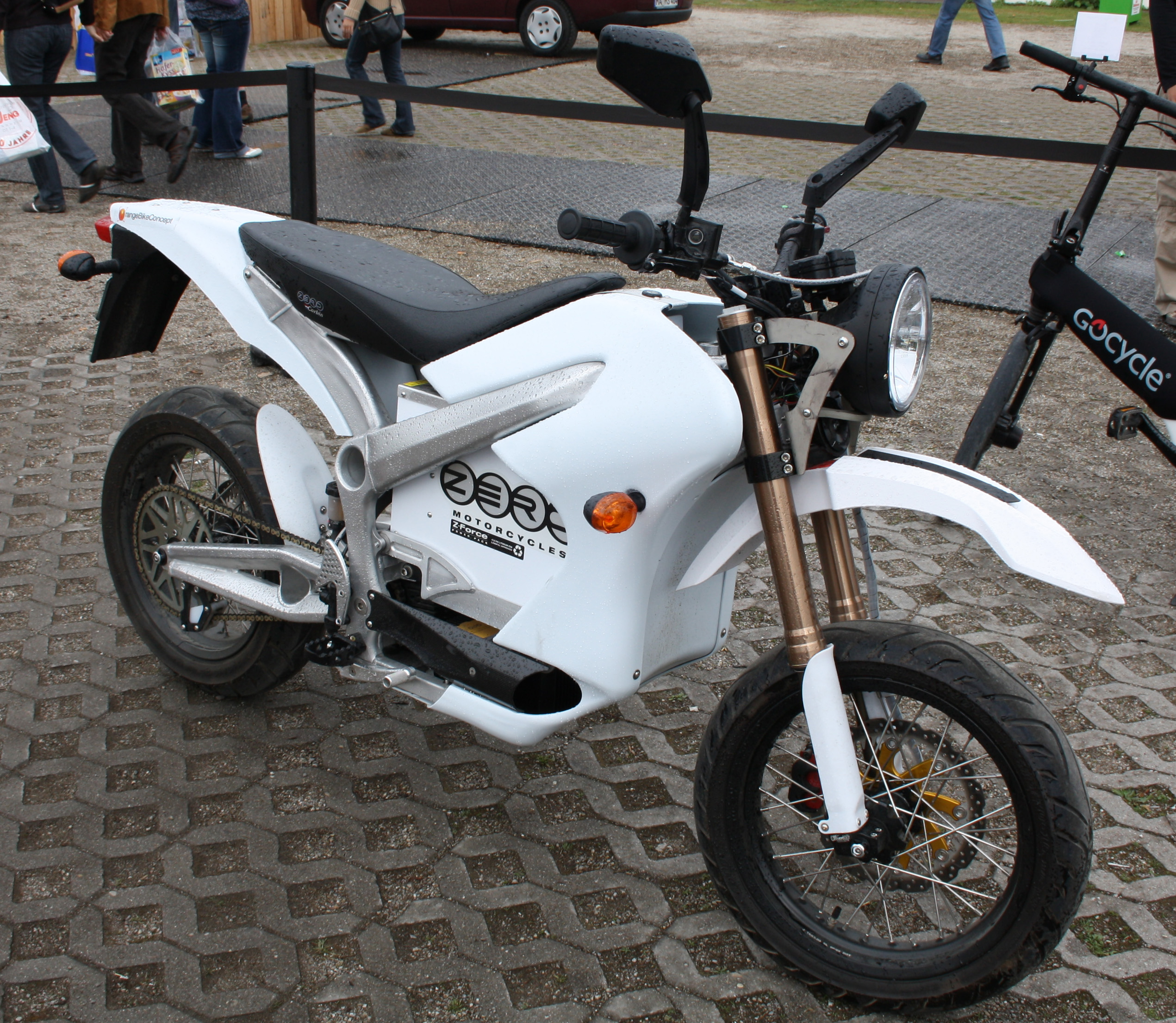
Erstes Elektromotorrad von Zero Motorcycles mit Lithium-Ionen-Batterie Z-Force

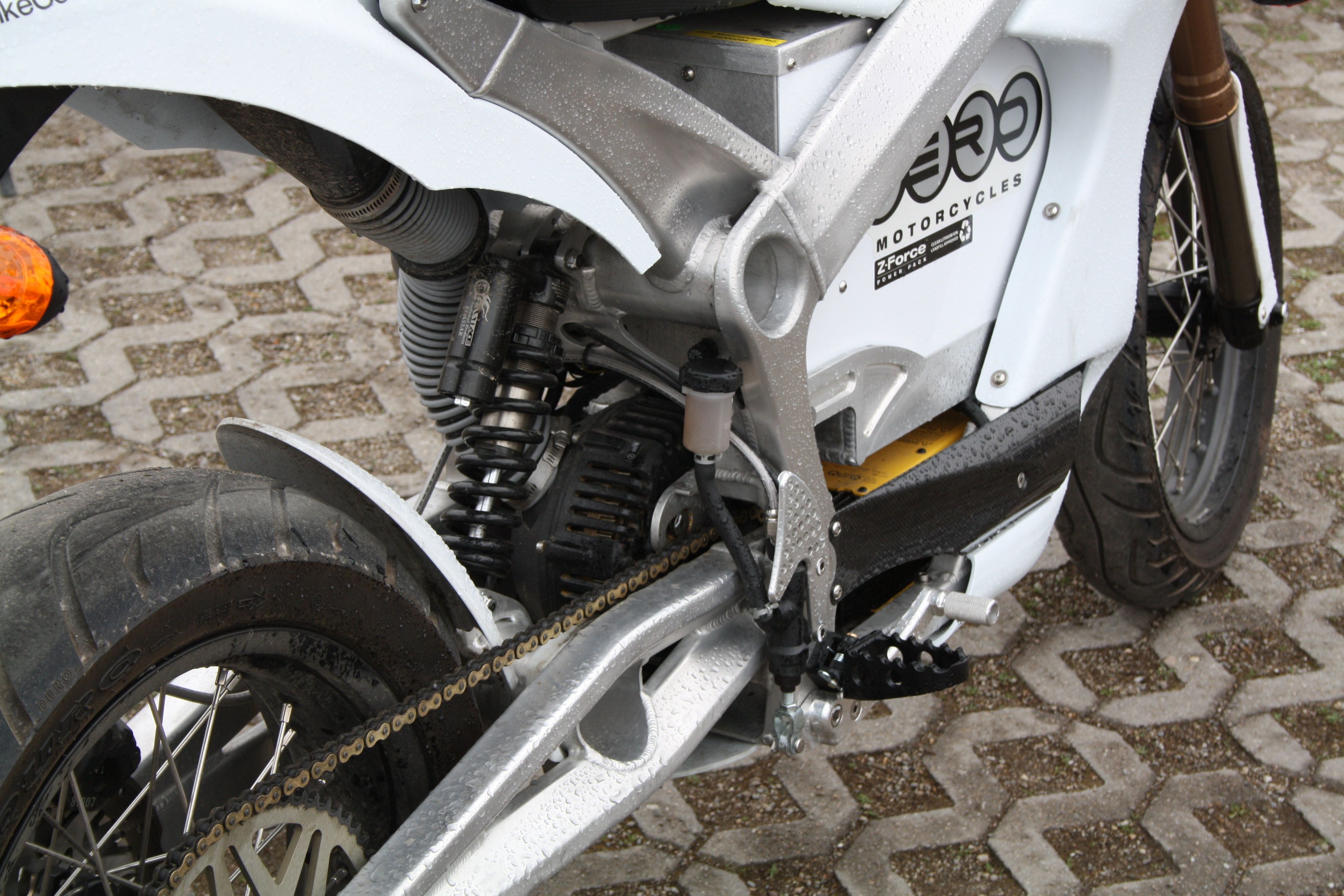
Detail: Elektromotor und Lithium-Ionen-Batterie Z-Force

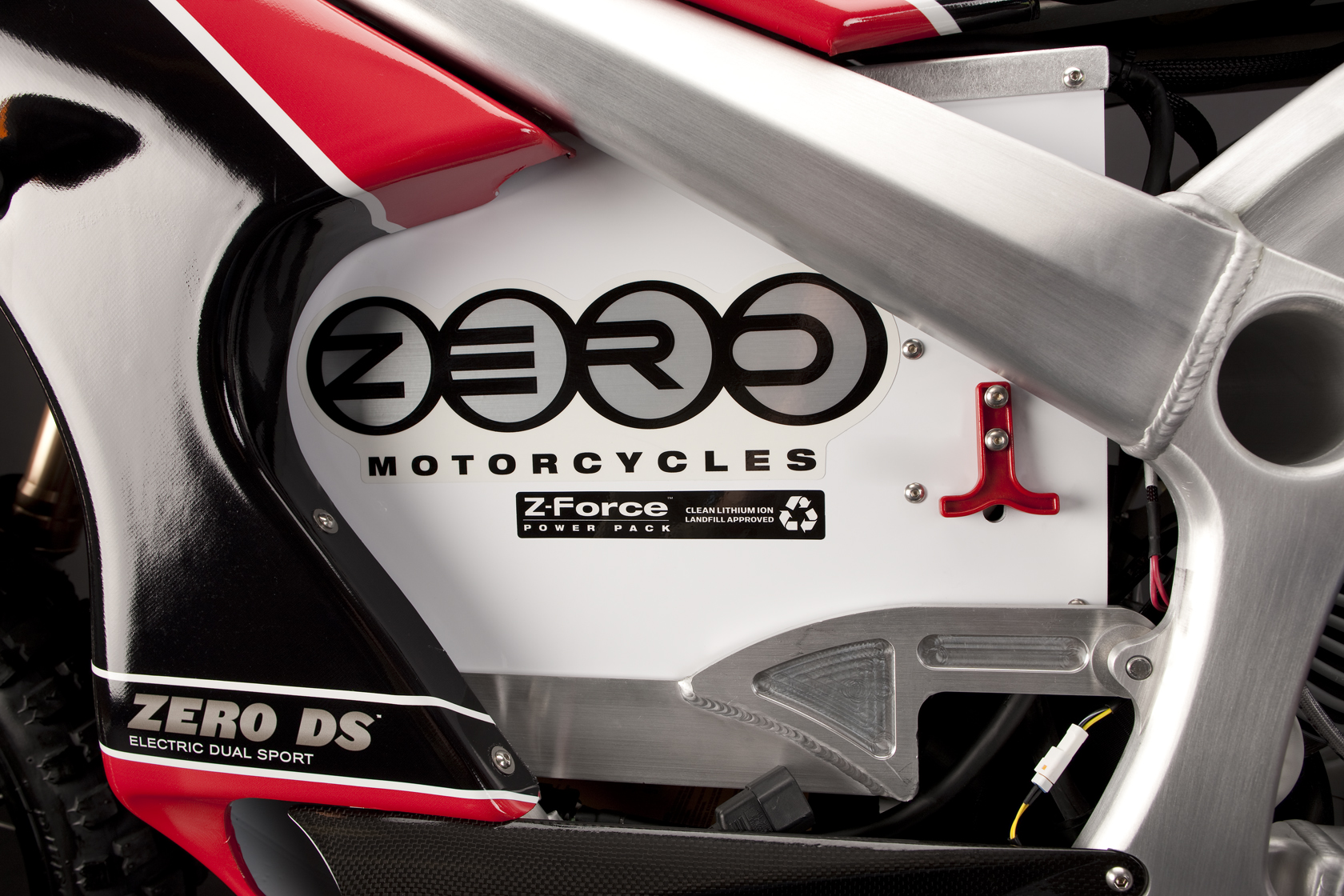
Batterie

Zero Motorcycles ist ein US-amerikanischer Hersteller von Elektromotorrädern. Das Unternehmen wurde im Jahr 2006 von Neal und Lisa Saiki in Santa Cruz, Kalifornien gegründet. Zu den Produkten gehören das Straßenmotorrad Zero S, die Dualsport-Maschine Zero DS, die Motocrossvariante Zero MX, das Geländemodell Zero X und das Urban-Cross-Bike Zero XU.
Zum 1. Januar 2025 waren in Deutschland 2127 Zero-Krafträder zum Straßenverkehr zugelassen.

## Allgemeines
Zero Motorräder nutzen einen Lithium-Ionen-Akku als Energiespeicher. Ein von einem Controller über Leistungselektronik angesteuerter bürstenloser Elektromotor mit Permanentmagnetrotor treibt über einen Zahnriemen das Hinterrad an. Ein mitgeführtes Standardladegerät erlaubt das Laden des Akkus innerhalb acht Stunden mit Netzstrom aus einer gewöhnlichen Haushaltssteckdose. Der Akku wird gekühlt und temperaturüberwacht betrieben.
Zur Weiterentwicklung seiner elektrischen Antriebstechnik wird Zero unter anderem vom Monterey Bay Unified Air Pollution Control District (MBUAPCD) und der California Energy Commission mit rund zwei Millionen US-Dollar gefördert. Die Elektromotoren werden unter anderem vom deutschen Unternehmen Perm Motor hergestellt. Die Rahmen der Motorräder bestehen aus Aluminium und wurden von Neal Saiki entworfen.
Im Juni 2009 richtete das Unternehmen ein europäisches Kundendienstzentrum und Vertriebs-Center in Amsterdam ein.

## Technik

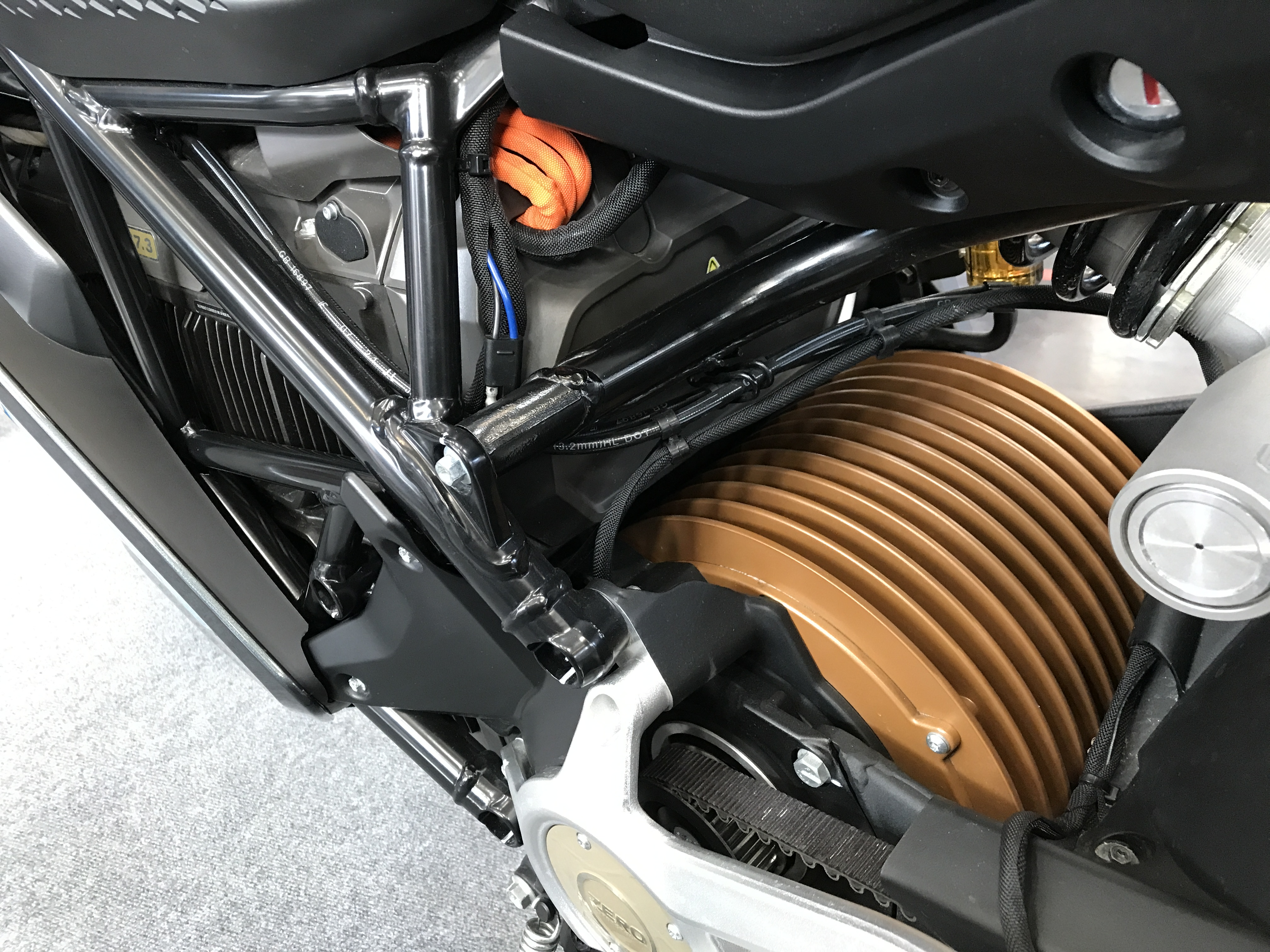
Motor einer Zero SR/S mit Motorwelle koaxial Schwingenachse

Alle Modelle von Zero haben einen proprietären Lithium-Ionen-Akkumulator bei dem nicht die tatsächliche Kapazität als Bezeichnung verwendet wird. Die Verkaufsbezeichnungen und die auf dem Akku zu findenden kWh-Angaben sind deutlich über den tatsächlichen speicherbaren Energiemengen und haben auch keinen Bezug zu Brutto-/Nettoangaben anderer BEV-Hersteller.
Mit dem fest mitgeführten Standard-Ladegerät werden 1,3 kW Ladeleistung erzielt; so dauert die Ladung eines 13-kWh-Akkus etwa zehn Stunden.
Ein extra erhältlicher Schnell-Lader mit 3,8 kW Ladeleistung kann – sofern kein Power Tank Zusatzakku verbaut wurde – im Tankbereich des Motorrads fest verbaut oder aber getrennt betrieben werden. Er lädt per SAE J1772-(AC Level 2)-Stecker an öffentlichen Ladestationen in etwa einem Drittel der Zeit und erzielt typisch 85 km Reichweite pro Stunde.
Über die Akkus der 2012er-Modelle wurde die Aussage getroffen, dass 3.000 Ladezyklen möglich sind, bevor die Kapazität auf 80 % des Nennwerts absinkt. 2019 verkündete der Hersteller, dass Straßenmaschinen 300.000 km zurücklegen, bis die Kapazität auf 80 % absinkt. Die Akkus haben wie üblich ein Zellenmanagementsystem integriert und sind passiv gekühlt.
Der Motor wird nur über außenliegende Alu-Kühlrippen gekühlt. In einem Entwicklungsschritt mussten die Permanentmagnete des Rotors durch hitzeresistentere Typen ersetzt werden.

## Modelle
Zero Motorcycles ist 2007 mit der Einführung der Geländevariante Zero X in das Motorradgeschäft eingestiegen. 2009 kam das erste Straßenmotorrad Zero S Supermoto, die Motocrossmaschine Zero MX, und die Zero DS, eine Kombination aus Gelände- und Straßenmotorrad, hinzu. Die neuern Versionen der Zero S und DS haben eine verbesserte Kühlung, wodurch sich die Batterielaufzeit verlängert. Seit Februar 2011 sind die Geländemaschinen Zero X und Zero MX auch für die Straße geeignet. Beim Straßenmotorrad Zero XU ist der Akku austauschbar.

### Zero S Supermoto

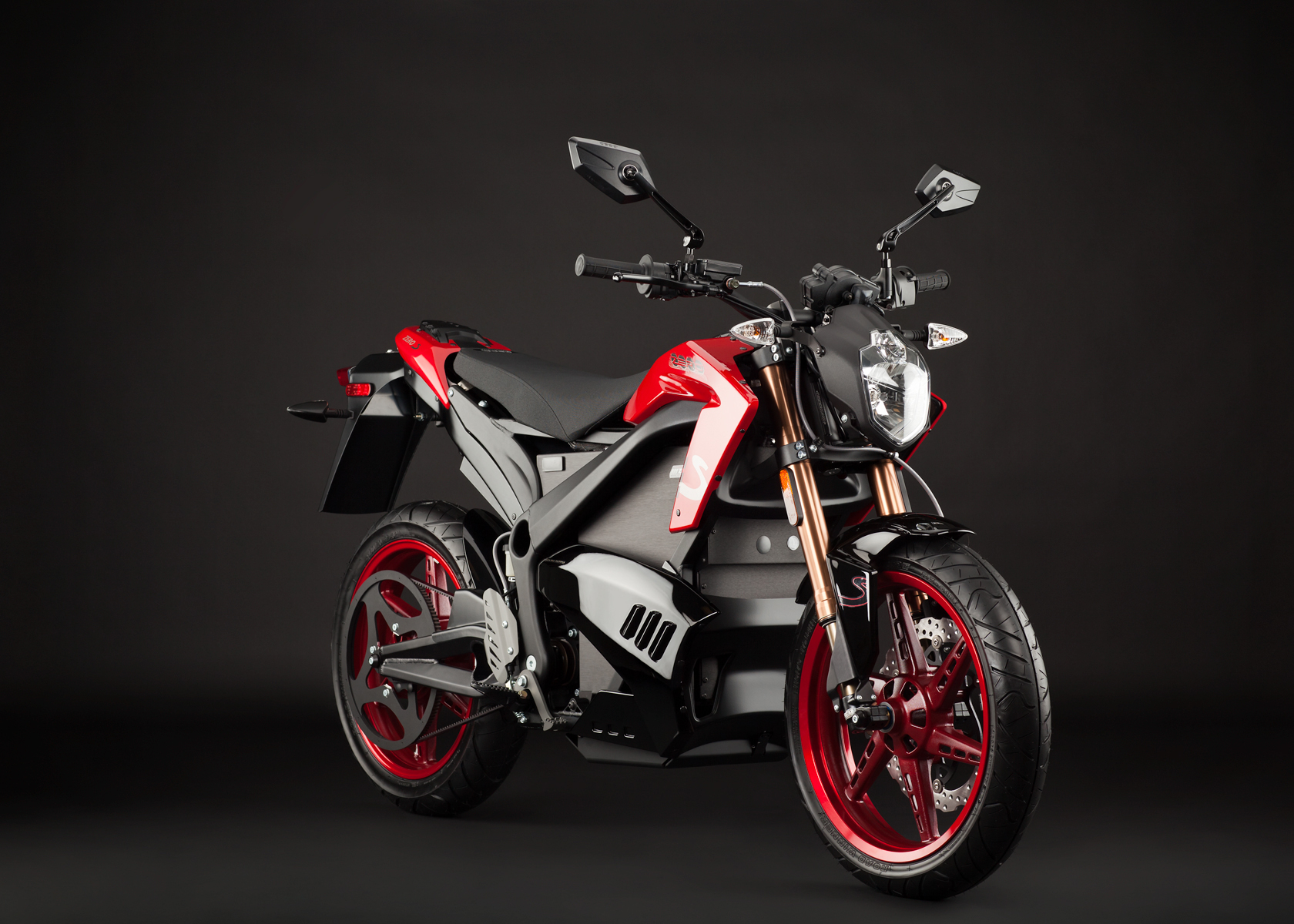
Zero S, 2012

Das Straßenmotorrad Zero S ist seit der Saison 2012 in zwei verschiedenen Ausführungen – mit einer Akkukapazität von 6 oder 9 kWh – erhältlich. Das für den Stadtverkehr und gelegentliche Fahrten abseits der Straße entwickelte Motorrad hat eine Reichweite von bis zu 183 Kilometern. Je nach Einstellung und Ausführung schafft die Supermoto Spitzengeschwindigkeiten von bis zu 142 km/h.
Das Gesamtgewicht beträgt 135 (6 kWh) beziehungsweise 155 (9 kWh) Kilogramm. Davon entfallen 10 Kilogramm auf den Aluminium-Rahmen. Die Batterie soll in weniger als vier Stunden aufgeladen sein. Dank einer Schnelllade-Option kann die Ladezeit um rund 75 Prozent verkürzt werden.
Die Zero S hat in Deutschland eine Straßenzulassung.

### Zero DS (Dualsport)

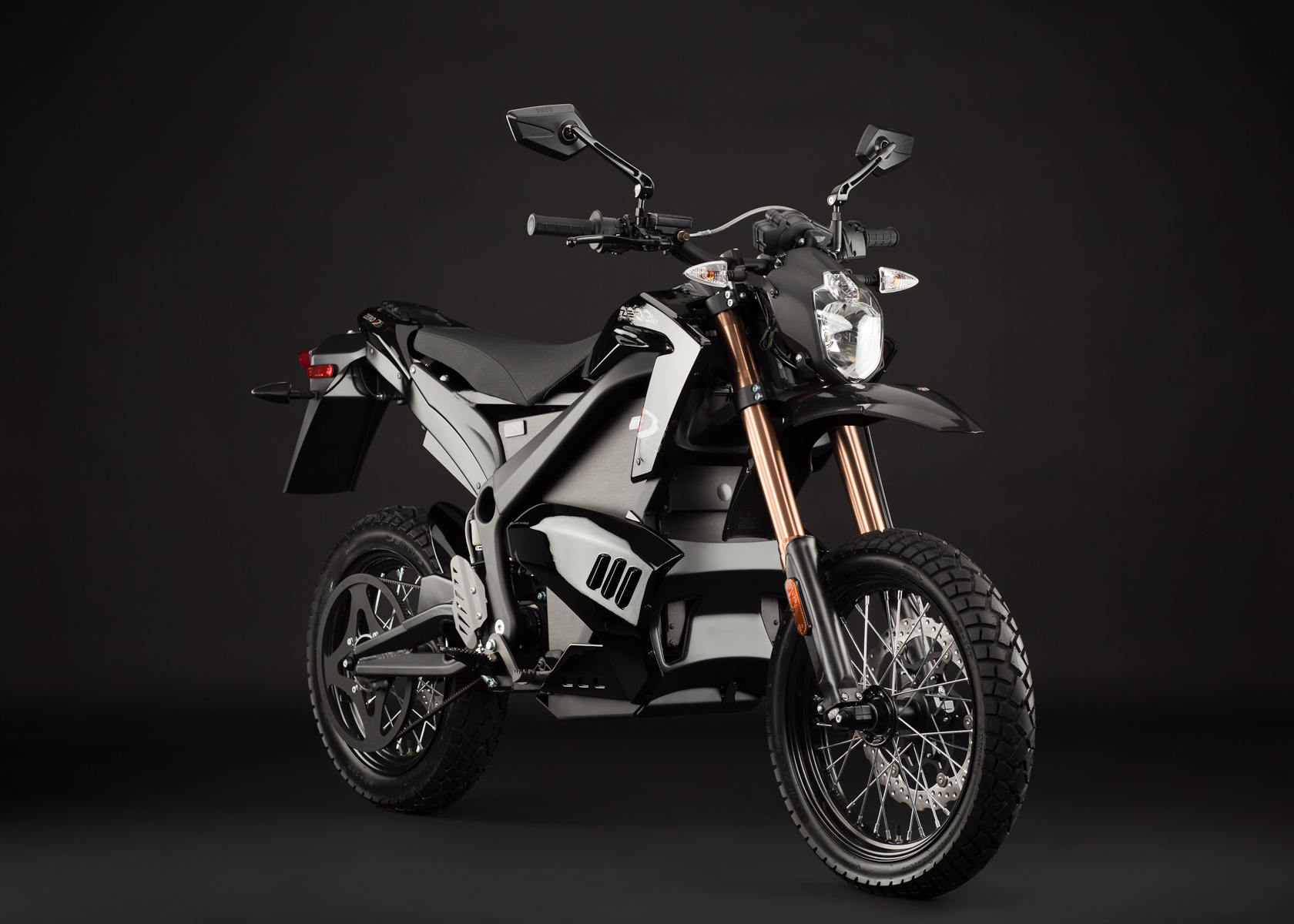
Zero DS 2012

Die auf der Basis der Zero S entwickelte Dualsport-Maschine Zero DS vereint Eigenschaften von Enduro und Straßenmaschine. Die speziell für die DS konstruierte Federung soll größere Unebenheiten dämpfen. Auch die Dualsport-Maschine war 2012 in den Versionen mit 6 und 9 kWh erhältlich, was eine Reichweite von bis zu 180 Kilometern und eine Höchstgeschwindigkeit von bis zu 129 km/h ermöglicht.
Die Zero S hat in Deutschland eine Straßenzulassung.

### Zero MX (Motocross)

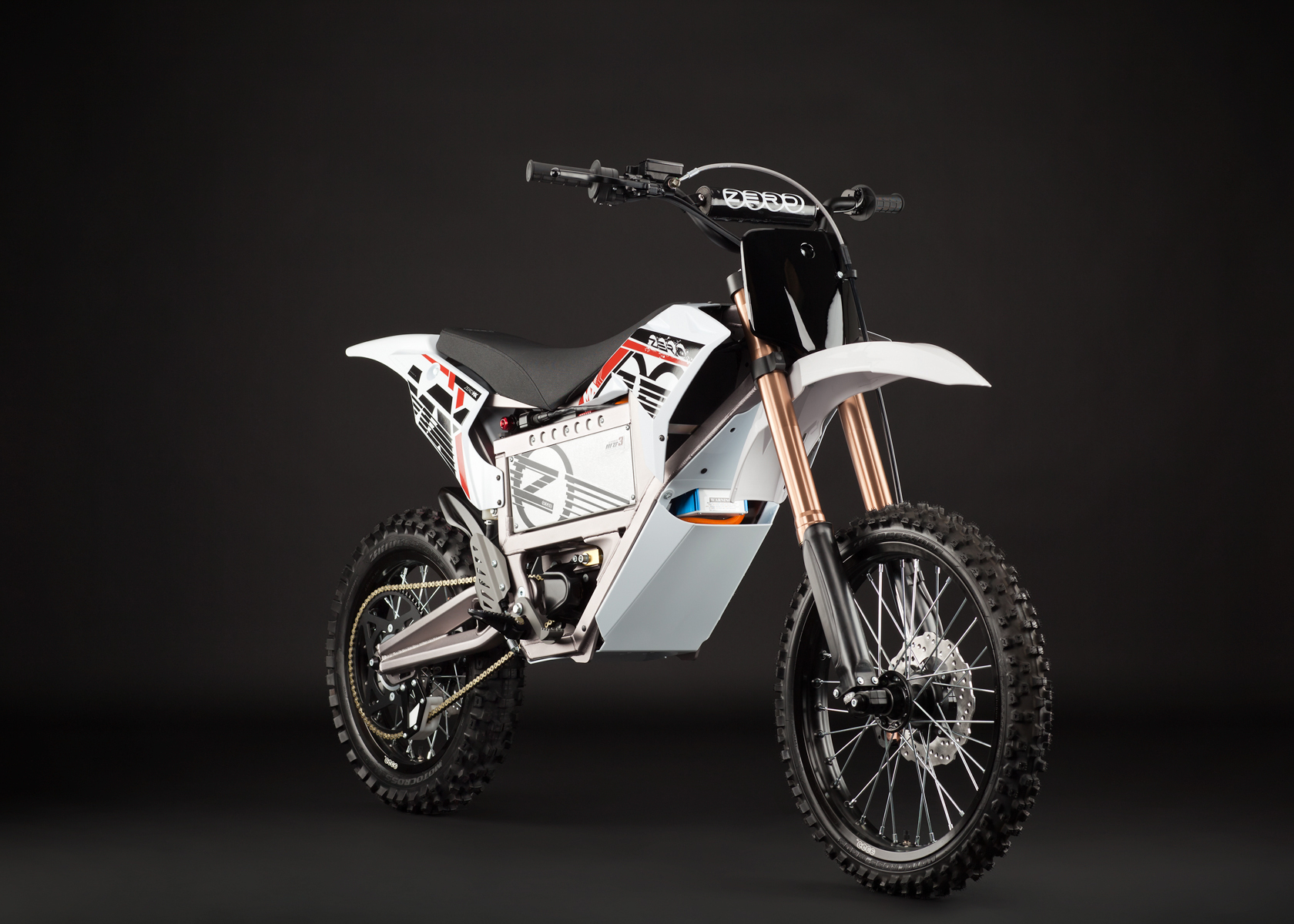
Zero MX 2012

Die Motocrossvariante Zero MX hat einen veränderten Fahrzeugvorbau und einen neuen Heckstoßdämpfer. Der Fahrer kann Federvorspannung einstellen und die Dämpfung anpassen. Die Zero MX hat ein 19”-Vorderrad. Die 2012er Version ist um rund 33 % leistungsfähiger, so dass bis zu 90 Fahrminuten im Gelände möglich sind.

### Zero X (Gelände)

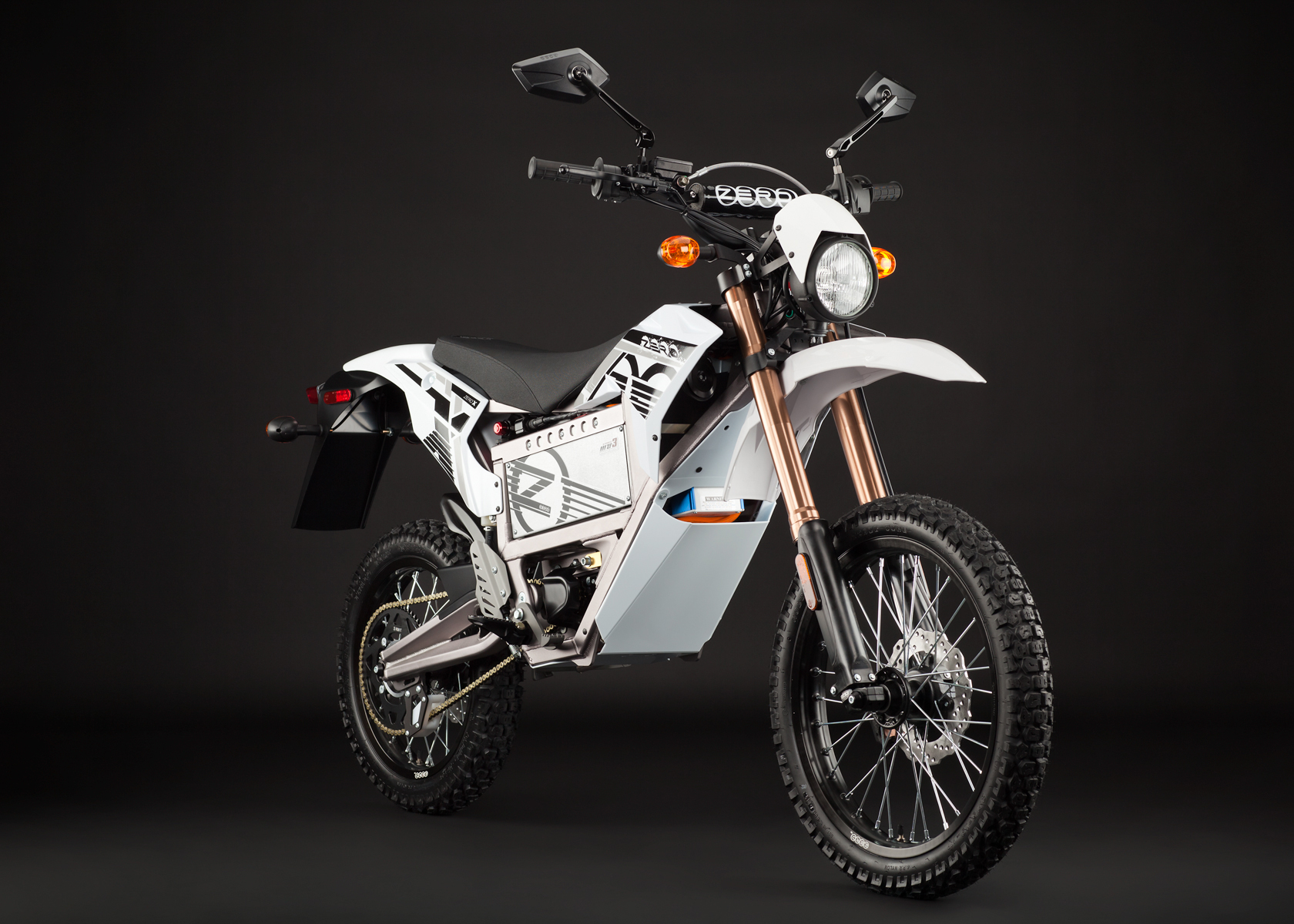
Zero X 2012

Das Einsteigermodell Zero X wurde für das leichte Gelände entwickelt. Mit um 33 % mehr Leistung als die Vorgängermodelle ist mit der 2012er Zero X eine Reichweite von 61 Kilometern möglich. Der Akku kann mit Schnelllade-Option in zwei Stunden wieder aufgeladen werden.

### Zero XU (Straßenmotorrad)

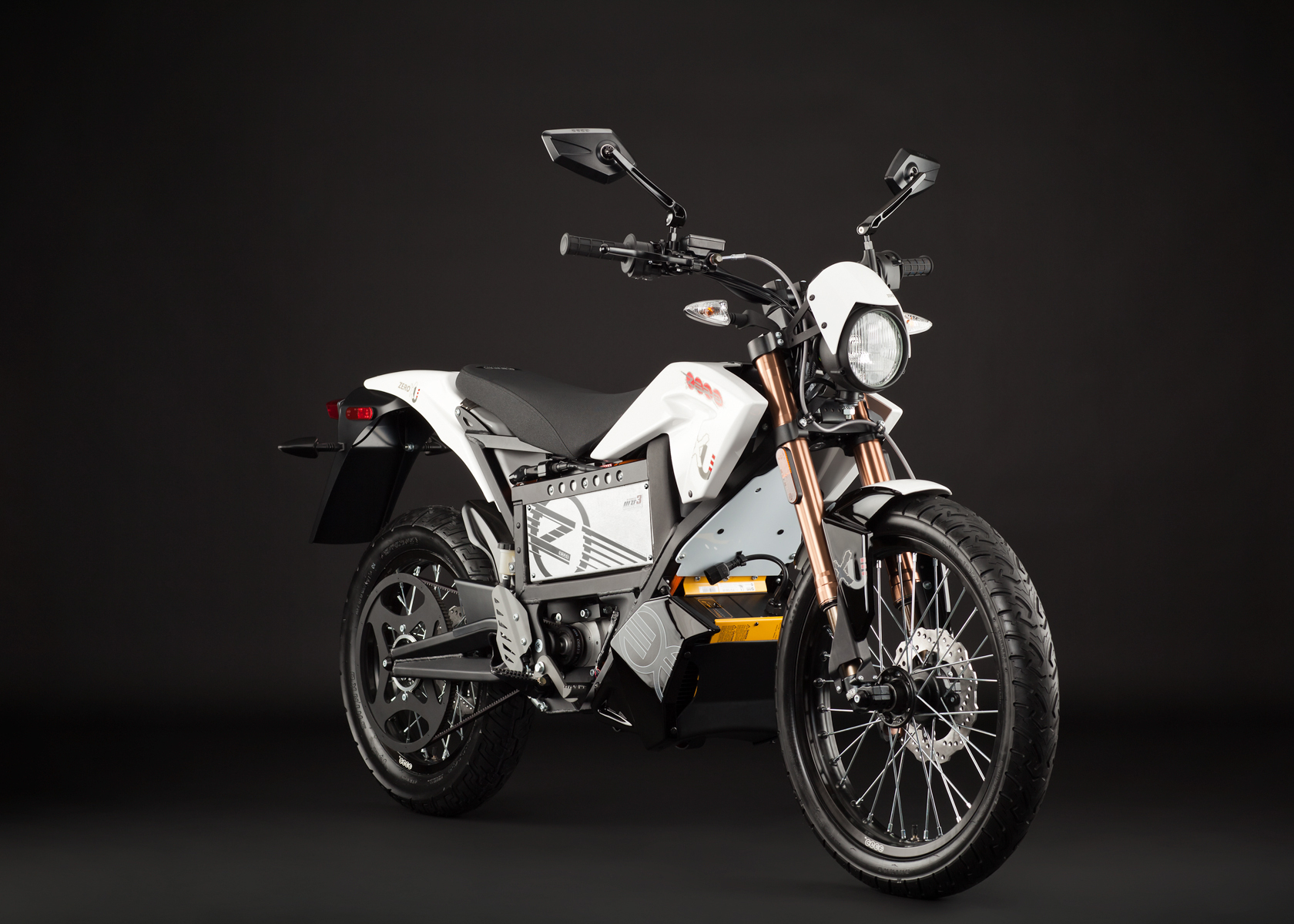
Zero XU 2012

Die Zero XU ist ein leichtes Elektromotorrad für Stadtfahrten. Aufgrund des geringen Gewichts, der niedrigen Sitzhöhe und des fehlenden Schubbetriebs ist es für Fahrer aller Erfahrungsstufen geeignet. Der Akku ist austauschbar und kann mit einem Schnell-Lade-Gerät in zwei Stunden aufgeladen werden.

## Zero-Modelle von 2017
| Grundtyp:                        |      | ZERO S          | ZERO S          | ZERO S           | ZERO S          | ZERO S           | ZERO SR         | ZERO SR          | ZERO DS         | ZERO DS         | ZERO DS          | ZERO DSR        | ZERO DSR         | ZERO FX         | ZERO FXS        |
| Akku: 1                          |      | ZF 6.5          | ZF 13           | ZF 13 Power Tank | ZF 13           | ZF 13 Power Tank | ZF 13           | ZF 13 Power Tank | ZF 6.5          | ZF 13           | ZF 13 Power Tank | ZF 13           | ZF 13 Power Tank | ZF 6.5          | ZF 6.5          |
| -------------------------------- | ---- | --------------- | --------------- | ---------------- | --------------- | ---------------- | --------------- | ---------------- | --------------- | --------------- | ---------------- | --------------- | ---------------- | --------------- | --------------- |
| Reichweite 2                     | km   | 082             | 160             | 193              | 137             | 168              | 128             | 170              | 080             | 133             | 150              | 129             | 156              | 082             | 079             |
| Nutzdrehmoment                   | Nm   | 108             | 109             | 109              | 110             | 110              | 146             | 146              | 108             | 110             | 110              | 146             | 146              | 106             | 106             |
| Nutzleistung bei Motordrehzahl 3 | kW   | 23 bei 4150/min | 23 bei 4150/min | 23 bei 4150/min  | 45 bei 5300/min | 45 bei 5300/min  | 52 bei 3800/min | 52 bei 3800/min  | 23 bei 4150/min | 45 bei 5300/min | 45 bei 5300/min  | 52 bei 3800/min | 52 bei 3800/min  | 33 bei 4500/min | 33 bei 4500/min |
| Dauerleistung 4                  | kW   | 11              | 11              | 11               | 21              | 21               | 22              | 22               | 11              | 21              | 21               | 22              | 22               | 15              | 15              |
| Führerscheinklasse 5             |      | A1/B            | A1/B            | A1/B             | A2              | A2               | A2              | A2               | A1/B            | A2              | A2               | A2              | A2               | A2              | A2              |
| Höchstgeschwindigkeit 6          | km/h | 139             | 139             | 139              | 153             | 153              | 164             | 164              | 139             | 158             | 158              | 158             | 158              | 137             | 132             |
| Akkukapazität 7                  | kWh  | 06,5            | 13              | 16,3             | 13              | 16,3             | 13              | 16,3             | 06,5            | 13              | 16,3             | 13              | 16,3             | 06,5            | 06,5            |
| Masse                            | kg   | 142             | 185             | 205              | 185             | 205              | 188             | 208              | 144             | 187             | 207              | 190             | 210              | 088,1           | 083,6           |

## Führerschein
Für die Zeros mit einer Dauerleistung von 11 kW ist ein Führerschein der Klasse A1 oder sogar ein Führerschein der Klasse B ausreichend, B ist der alte Autoführerschein Klasse 3. In Deutschland darf der Führerschein B (also Klasse 3) genutzt werden, wenn er vor 1980 ausgestellt wurde. In der Schweiz muss innerhalb von vier Monaten nach Erhalt des Führerscheins B ein achtstündiges Fahrtraining absolviert werden. In Österreich kann eine 11-kW-Zero gefahren werden, wenn der Führerschein mindestens fünf Jahre alt ist und ein sechsstündiges Fahrtraining absolviert wurde.

## Modelljahrgänge

### 2012
Quelle: 1000ps.at, 28. Juni 2013.
- DS Dual Sport, vorne/hinten 19/17"-Speichenräder, 8,5 bzw. 11,5 kWh Akku.
- S, zwei 17"-Alugussräder, gleicher Motor, gleiche Akkuvarianten wie DS.
- FX Stealthfighter, vorne/hinten 19/17"-Speichenräder, etwas drehmomenstärkerer Motor, kleinere 2,8 bzw. 5,7 kWh Akkus, leichter, mehr Bodenfreiheit, längerer Federweg.
- XU Stadtflitzer, kleinerer Motor, 2,8 bzw. 5,7 kWh Akkus

### 2016
S und DS haben einen Motor mit 40 kW/54 PS Leistung, die Typen SR und DSR einen mit 50 kW/67 PS. Die Akkukapazität wurde für alle vier von 9,4 auf 9,8, bzw. von 12,5 auf 13 kWh angehoben. Erreichbar sind mit Power Tank 15,9 kWh, also 2,9 kWh mehr.
Der Typ FX mit 21"-Vorderrad und grobstolligem Reifen ist für das Gelände ausgelegt. Neu erscheint eine Straßenversion FXS mit glatterem 17"-Vorderrad. Akkutypen für beide sind nun 3,3 und 6,5 kWh groß.

### 2019
Im März 2019 wird das Modell SR/F 2019 beschrieben – mit Stahl-Gitterrohrrahmen, zwei Scheibenbremsen vorn, 75 kW/110-PS-Motor. Die SR/F ist mit Bosch Motorcycle Stability Control ausgestattet, das ABS und Traktionskontrolle umfasst.
Die größere Akkuvariante ist nun 14,4 kWh groß, der Power Tank Zusatzakku 3,6 kWh, in Summe sind also maximal 18 kWh erzielbar. Die FX hat den ZF 50-5 Motor und einen 7,2-kWh-Akku.

Die Type ist als Buchstabencode an den Seiten beschriftet. Am Akku ist seine Größe z. B. als „ZF 14.4“ mit Dezimalpunkt beschriftet. Auch der Motor ist neuerdings beschriftet. Es gibt hier die Bezeichnungen 75-5, 75-7 und 75-10.

## Motorsport
Bei der erstmaligen Teilnahme an einem Motorradrennen im November 2009, der Defi Electrique in Frankreich, gewann Zero Motorcycles den ersten Platz. 2010 nahm Zero Motorcycles an der TTXGP teil. Ein Großteil des Konzeptdesigns der Rennmaschine des Unternehmens wurde vom Serienmodell Zero X übernommen.
Des erste elektrische Motorrad, mit welchem ein Iron Butt erfolgreich absolviert wurde, war eine Zero am 15. September 2014 gefahren von Terry Hershner in Kaliforniern.